# Грибановка (Челябинская область)
Грибановка — деревня в Уйском районе Челябинской области России. Входит в состав Вандышевского сельского поселения.

## География
Деревня находится в западной части области, в лесостепной зоне, на правом берегу реки Грибановки (приток реки Иматки), на расстоянии 7 километров по прямой к востоку от села Уйского, административного центра района. Абсолютная высота 345 метров над уровнем моря.
Часовой пояс
Деревня Грибановка, как и вся Челябинская область, находится в часовой зоне МСК+2. Смещение применяемого времени относительно UTC составляет +5:00.

## Население
| 2002 | 2010 |
| ---- | ---- |
| 144  | ↘132 |

Гендерный состав
По данным Всероссийской переписи населения 2010 года в гендерной структуре населения мужчины составляли 51,5 %, женщины — 48,5 %.
Национальный состав
Согласно результатам переписи 2002 года, в национальной структуре населения башкиры составляли 32 %, татары — 29 %, русские — 26 %.

## Улицы
Уличная сеть деревни состоит из одной улицы: Центральной.